# Кідіппа (жриця Гери)
Кіді́ппа (дав.-гр. Κυδίππη) — персонаж давньогрецької міфології, аргоська жриця богині Гери, мати Клеобіса і Бітона.
Згідно з Геродотом Солон розказав під час зустрічі лідійському царю Крезу про неї історію. Коли вона мала доїхати на свято Гери, загинули обидва воли, що везли колісницю. Тоді Клеобіс і Бітон впряглися у неї і таким чином везли матір близько 45 стадій (8 км) до місця, де відбувалось свято на честь богині. Вражена їхньою синовою любов'ю і жертовністю вона звернулась до Гери з проханням їх нагородити — подарувати їм щастя. Гера зробила так, що коли вони від знесилення поснули, то померли уві сні. Гера проказала, що таким чином вона зробила їм найбільше щастя — померти під час піку синової відданості.